# Великі сподівання
«Великі сподівання» (англ. Great Expectations) — роман англійського письменника Чарльза Дікенса; виданий 1860 року.
В історії головного героя роману, хлопця-сироти Філіпа Пірріпа (Піпа), відчуваються автобіографічні мотиви. 
Роман «Великі сподівання» належить до зрілого періоду творчості Дікенса. Мішенню критики автора стають порожнє і часто безчесне (але забезпечене) життя  джентльменів, яке протиставляється великодушному і скромному існуванню простих трудівників, а також манірність і холодність аристократів. Піп як чесна і безкорислива людина не знаходить собі місця в «світському суспільстві», а гроші не можуть зробити його щасливим. Дікенс показує, як тягар нелюдських законів і несправедливих порядків, встановлених лицемірним суспільством і застосовуваних навіть до дітей, призводить до поступового падіння людини.
Первісним задумом письменника було закінчити роман трагічно; однак, у той час Дікенс завжди уникав важких кінцівок творів, знаючи смаки своєї публіки. Тому він не зважився закінчити «Великі сподівання» повною їхньою катастрофою, хоча весь задум роману веде до подібного кінця.

## Основний сюжет
Семирічний хлопчик живе в домі своєї старшої сестри, що виховала його «своїми руками», та її чоловіка — коваля Джо, простакуватого добряка. Сестра постійно б'є і ображає і хлопчика, і чоловіка. Піп на кладовищі постійно відвідує могилу своїх батьків, і у святвечір зустрічає каторжника-втікача. Каторжник погрожує Піпу смертю, наказує принести їжі і напоїв. Злякавшись, хлопчик приносить все потайки з дому. Проте наступного дня цей каторжник спійманий, разом з іншим втікачем, якого він намагався вбити.
Міс Гевішем шукає товариша для ігор своїй названій дочці Естеллі. Дядько Джо рекомендує їй Піпа. Піп зустрічає Міс Гевішем у темній, похмурій кімнаті, де вона сидить, одягнена в пожовклу від часу вінчальну сукню.
Вона вибрала Естеллу знаряддям помсти всім чоловікам за нареченого, що не з'явився на весілля. «Розбивай їх серця, гордість моя і надія, — шепотіла вона, — розбивай їх без жалю!».
Піп вважає Естеллу дуже красивою, але зарозумілою. До зустрічі з нею він любив ремесло коваля, а через рік здригався від думки, що Естелла застане його чорним від грубої роботи і буде зневажати. Він розмовляє про це з Джо, коли до них приходить адвокат Джеггерс з Лондона і повідомляє, що його клієнт, який побажав залишитися невідомим, хоче забезпечити Піпа «блискучим майбутнім». Піп повинен вирушити в Лондон і стати джентльменом, Джеггерс призначається опікуном Піпа і радить звернутися за настановами до Метью Покета. Піп підозрює, що анонімний благодійник це міс Гевішем, і сподівається на майбутні заручини з Естеллою. У Лондоні Піп орендує квартиру разом з другом Гербертом Покетом, сином свого наставника, вступає в клуб «Зяблики в гаю», витрачає грошей більше, ніж може собі дозволити.
Абель Мегвіч (каторжник з кладовища) тікає з австралійського заслання і повертається до Лондона. З'ясовується, що джерелом джентльменського життя Піпа були гроші Мегвіча, вдячного за давнє милосердя маленького хлопчика. З розповідей Мегвіча відкриваєтеся, що другий каторжник, спійманий на болотах, Компесон, був тим самим нареченим міс Гевішем. Компесон і Мегвіч були засуджені за шахрайство. Компесон був керівником у шахрайському тандемі, проте виставив на суді таким Мегвіча, за що отримав менш суворе покарання. Поступово Піп також здогадується, що Мегвіч є батьком Естелли.
Естелла за розрахунком виходить заміж за жорстокого і примітивного, проте багатого Драмла. Пригнічений новиною Піп відвідує міс Гевішем. Під час зустрічі сукня міс Гевішем, пригніченої різницею між реальністю і уявленим, випадково загоряється від вогню каміна. Піп рятує міс Гевішем, проте через кілька днів міс Гевішем помирає. 
Піп і Мегвіч готуються до втечі за кордон, проте Мегвіч, схоплений поліцією і помирає від поранень у тюремній лікарні. Останні хвилини життя Мегвіча зігріті вдячністю Піпа та розповіддю про долю дочки, що стала леді. Піп залишався неодруженим і через одинадцять років випадково зустрічає овдовілу Естеллу на руїнах будинку міс Гевішем. Після короткої розмови вони ідуть геть від похмурих руїн, тримаючись за руки. «Широкі простори стелилися перед ними, не затьмарені тінню нової розлуки».

## Видання роману
Вперше роман публікувався з грудня 1860 по серпень 1861 року у щотижневому журналі «Круглий рік», який видавався Дікенсом. Потім був виданий окремо. 